# Concesio
Concesio är en ort och kommun i provinsen Brescia i regionen Lombardiet i Italien. Kommunen hade 15 697 invånare (2018).